# Wanna One
Wanna One (hangul: 워너원) a fost o trupă de băieți din Coreea de Sud formată de CJ E&M prin cel de-al doilea sezon din Produce 101. Trupa era compusă din unsprezece membri: Kang Daniel, Park Ji-hoon, Lee Dae-hwi, Kim Jae-hwan, Ong Seong-wu, Park Woo-jin, Lai Kuan-lin, Yoon Ji-sung, Hwang Min-hyun, Bae Jin-young și Ha Sung-woon. Aceștia au debutat pe 7 august 2017 sub managementul YMC Entertainment și CJ E&M. Contractul lor s-a încheiat pe 31 decembrie 2018, iar activitatea finală ca trupă a fost reprezentată de concertele de rămas-bun în perioada 24-27 ianuarie 2019. 

## Istoric

### Pre-debut:Produce 101
Wanna One s-a format prin show-ul tip survival Produce 101 (sezonul 2), care s-a difuzat pe Mnet în perioada 7 aprilie - 16 iunie 2017. Dintre cei 101 de participanți reprezentând diverse agenții, au fost aleși 11 câștigători prin votul publicului.

### 2017: Debut cu1X1=1 (To Be One)și1-1=0 (Nothing Without You)

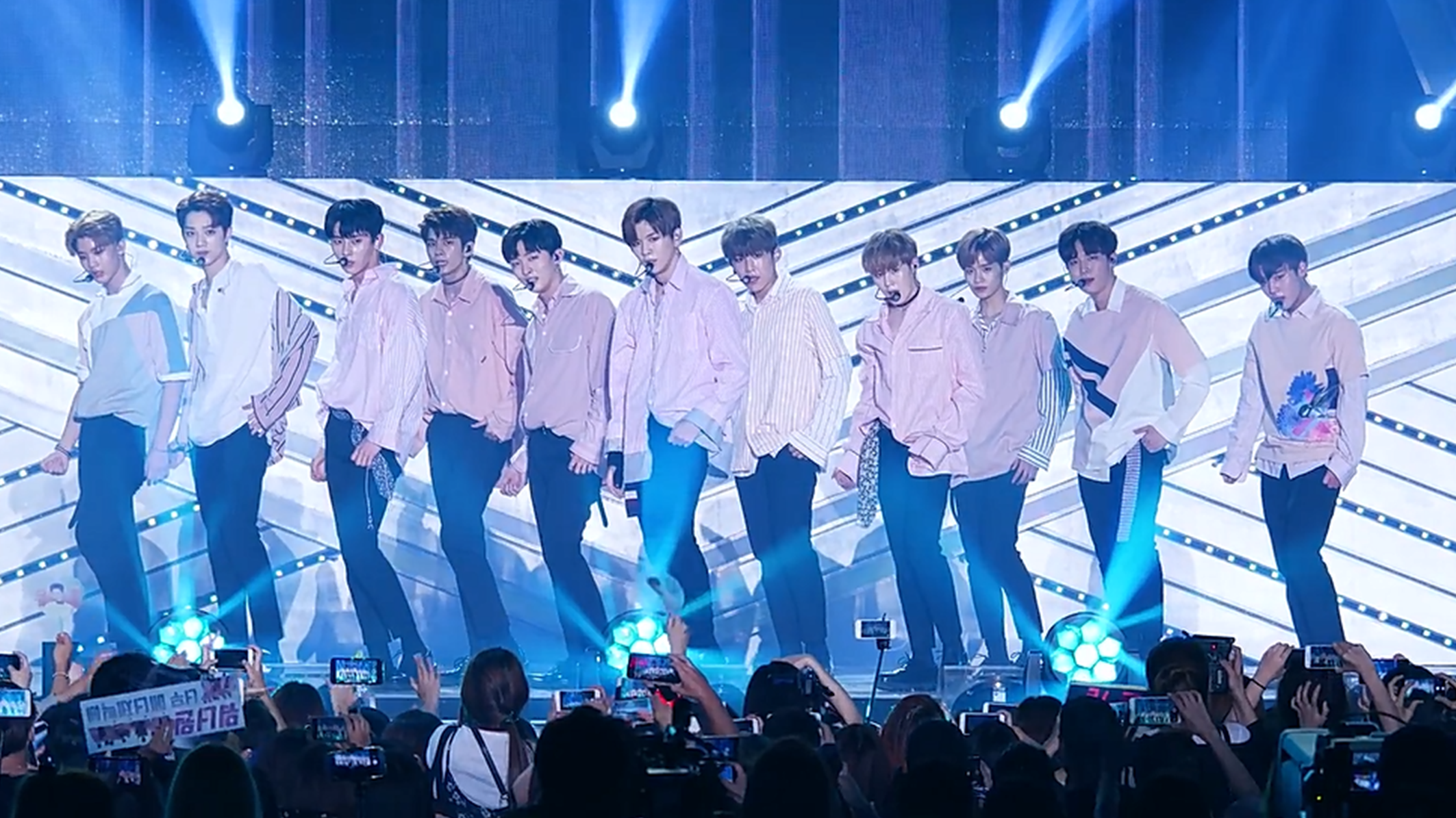
Wanna One cântând la Incheon K-POP Concert pe 9 septembrie 2017.

Wanna One au debutat oficial prin concertul Wanna One Premier Show-Con, care a avut loc la Gocheok Sky Dome pe 7 august 2017 în fața unui public de 20.000 de persoane, fiind primul debut la această scală. Trupa a lansat mini-albumul de debut 1×1=1 (To Be One) pe 7 august 2017, cu single-ul "Energetic", compus de Hui din Pentagon și FlowBlow. Pentru debutul lor au lansat două videoclipuri muzicale, atât pentru „Energetic” cât și pentru „Burn It Up”.
Pe 13 noiembrie, Wanna One au lansat o nouă ediție a albumului de debut numită 1-1=0 (Nothing Without You), cu single-ul „Beautiful”.  Prin vânzările combinate ale celor două ediții, Wanna One a devenit nu doar cea de-a treia trupă coreeană care a vândut un milion de exemplare ale albumului lor de debut, dar și prima de la debutul Seo Taiji and Boys din 1992.

### 2018: Golden Age Begins, unit-uri și turneul mondial
În februarie, Wanna One au postat o serie de imagini teaser intitulate 2018 Golden Age Begins. Pe 5 martie, Wanna One au lansat piesa specială pentru fani, "I Promise You (IPU)" împreună cu videoclipul său. De asemenea, a fost anunțat că numărul de precomenzi pentru al doilea mini-album 0+1=1 (I Promise You) a depășit 700.000 de exemplare, depășind recordul anterior stabilit de grup. Albumul a fost lansat pe 19 martie, cu single-ul "Boomerang".
În aprilie, Wanna One au anunțat că membrii se vor împărți în mai multe unit-uri și vor colabora cu diferiți artiști precum Dynamic Duo, Zico, Nell și Heize pentru următorul lor album special. Ulterior a fost dezvăluit că albumul se numește 1÷x=1 (Undivided), și a fost lansat pe 4 iunie, împreună cu single-ul „Light“.
Trupa a anunțat și primul lor turneu mondial, intitulat „One: The World”, care s-a desfășurat în 13 orașe din lume, începând de la 1 iunie.
Contractul Wanna One cu YMC Entertainment a expirat pe 31 mai. Începând cu 1 iunie, drepturile de management Wanna One au fost transferate către Swing Entertainment, o nouă agenție înființată exclusiv pentru grup.
Pe 30 octombrie 2018, Wanna One a lansat un teaser video pentru ultimul album 1¹¹ =1 (Power of Destiny). Acesta a fost lansat pe 19 noiembrie 2018 împreună cu single-ul „Spring Breeze”. 

### 2019: Concertul final și despărțire
Pe 18 decembrie 2018, Swing Entertainment a lansat o declarație oficială potrivit căreia contractul trupei se va încheia la data planificată inițial, 31 decembrie 2018, cu mențiunea că trupa va participa la ceremoniile de premiere din ianuarie 2019. Wanna One a încheiat activitățile cu un concert final (intitulat Therefore) susținut pe parcursul a patru zile, în perioada 24-27 ianuarie 2019. Concertul a avut loc la Gocheok Sky Dome din Seul, același loc unde trupa a debutat. 

## În media
Wanna One au fost recunoscuți pentru puterea brandului lor, ieșind de patru ori pe locul 1 în „Topul Brandurilor Trupelor de Băieți”, publicat de Institutul Coreean de Reputație Corporativă; , precum și pentru creșterea ratingurilor emisiunilor în care au fost invitați. În 2017, aceștia s-au clasat pe locul doi în sondajul Top 30 „Power People” realizat de Ilgan Sports, pentru influența lor în rândul companiilor de televiziune și advertiseri. Pentru realizările lor, Wanna One s-au clasat pe locul doi pe lista Forbes Korea Power Celebrity pentru anul 2018, o listă care clasează cele mai influente celebrități din Coreea de Sud. 

### Reclame
Wanna One au fost modele pentru mai mult de 20 de branduri, printre care produse cosmetice, îmbrăcăminte, jocuri, alimente, băuturi și multe altele.

## Membrii
- Yoon Ji-sung (윤지성)
- Ha Sung-woon (하성운)
- Hwang Min-hyun (황민현)
- Ong Seong-wu (옹성우)
- Kim Jae-hwan (김재환)
- Kang Daniel (강다니엘)
- Park Ji-hoon (박지훈)
- Park Woo-jin (박우진)
- Bae Jin-young (배진영)
- Lee Dae-hwi (이대휘)
- Lai Kuan-lin (라이관린)[37]

## Discografie
- 1X1=1 (To Be One) (2017)
- 1-1=0 (Nothing Without You) (2017)
- 0+1=1 (I Promise You) (2018)
- 1÷x=1 (Undivided) (2018)
- 1¹¹=1 (Power of Destiny) (2018)

## Filmografie

### Televiziune
- Produce 101 (sezonul 2) (Mnet, 2017)
- Wanna One Go (Mnet, 2017) [38][39]
- Wanna City (SBS Mobidic, 2017) [40][41]
- Wanna One Go Sezonul 2: Zero Base (Mnet, 2017)[42][43]
- Wanna One Go în Jeju
- Wanna One Go Sezonul 3: X-CON (Mnet, 2018)[44]
- Wanna Travel (Olleh TV, 2018)
- Wanna Travel Sezonul 2 (Olleh TV, 2018)

## Concerte și turnee

#### Turnee
- Wanna One World Tour - One: The World[20]

#### Concerte
- Wanna One Concert Final - „Therefore”

## Premii și nominalizări
Wanna One a obținut toate premiile pentru artiști noi cu debutul lor, la ceremonii majore de premiere precum Mnet Asian Music Awards, Golden Disc Awards, Seoul Music Awards, Melon Music Awards  și Gaon Chart Music Awards. La sfârșitul anului 2018 au obținut 3 premii Daesang pentru „Melodia Anului” cu single-ul „Beautiful” la MGMA, „Recordul Anului” la Melon Music Awards și „Artistul Anului” la KPMA.